# Ruisseau Holton (rivière Pépeshquasati)
Pour les articles homonymes, voir Holton.
Le ruisseau Holton est un affluent de la rive nord  de la rivière Pépeshquasati (versant du lac Mistassini et de la rivière Rupert), coulant dans la municipalité de Eeyou Istchee Baie-James, dans la région administrative du Nord-du-Québec, au Québec, au Canada. Cette rivière coule au nord de la limite de la réserve de Mistassini et au sud des Monts Tichégami.
La surface du ruisseau Holton est habituellement gelée de la fin octobre au début mai, toutefois la circulation sécuritaire sur la glace se fait généralement de la mi-novembre à la fin d'avril.

## Géographie
Les bassins versants voisins sont :
- côté nord : lac du Crapaud, lac Holton, lac Rivon, lac Mantouchiche, rivière Tichégami, rivière Mémeshquasati ;
- côté est : rivière Pépeshquasati, rivière Chéno, rivière Kapaquatche, rivière Takwa ;
- côté sud : rivière Pépeshquasati, rivière Chéno, lac Mistassini, lac Albanel, rivière Témiscamie. Note : Les péninsules Ouachimiscau et du Dauphin sont situées au sud ;
- côté ouest : rivière Neilson (rivière Pépeshquasati), Rivière Wabissinane, lac Fromenteau (rivière Wabissinane), lac Anorak, lac Baudeau, lac Comeau (rivière Rupert), rivière Tichégami.

Le ruisseau Holton prend sa source à l'embouchure d'un lac Holton (longueur : 2,4 km ; altitude : 726 m). Les monts Tichégami sont situés à l'ouest de ce lac.
La source du ruisseau Holton est située à :
- 14,3 km au nord-ouest de l'embouchure du ruisseau Holton (confluence avec la rivière Pépeshquasati) ;
- 36,5 km au nord de l'embouchure de la rivière Pépeshquasati (confluence avec le lac Mistassini) ;
- 49,0 km au sud-est du cours de la rivière Tichégami ;
- 90,6 km au nord-est de l'embouchure du lac Mistassini (tête de la rivière Rupert) ;
- 159,4 km au nord du centre du village de Mistissini (municipalité de village cri).

À partir du lac de tête (lac non identifié), le courant du ruisseau Holton coule sur 19,1 km vers le Sud, du côté Nord du lac Mistassini, entièrement en zone forestière, selon les segments suivants :
- 4,1 km vers le sud-est en traversant trois petits lacs, jusqu'à l'embouchure du dernier ;
- 1,0 km vers le Sud, en traversant un lac non identifié, jusqu'à son embouchure. Note : ce lac reçoit du sud-ouest les eaux du lac du Crapaud et du nord-est la décharge du Lac Rivon ;
- 3,5 km vers le sud en traversant en fin de segment un lac non identifié (altitude  : 656 m) jusqu'à son embouchure ;
- 9,9 km vers le sud en formant un crochet vers l'est en fin de segment, jusqu'à un ruisseau (venant du nord) ;
- 0,6 km vers le Sud, jusqu'à l'embouchure de la rivière[1].

L'embouchure du ruisseau Holton est située dans un coude de rivière à :
- 26,4 km au nord-est de l'embouchure de la rivière Pépeshquasati (confluence avec le lac Mistassini) ;
- 84,2 km au nord-est de l'embouchure du lac Mistassini (entrée de la baie Radisson et début de la rivière Rupert) ;
- 150,1 km au nord du centre du village de Mistissini (municipalité de village cri) ;
- 217,3 km au nord du centre-ville de Chibougamau ;
- 173,5 km au nord-est de l'embouchure du lac Mesgouez lequel est traversé par la rivière Rupert ;
- 417 km au nord-est de la confluence de la rivière Rupert et de la baie de Rupert[1].

L'embouchure du ruisseau Holton se déverse dans un coude de rivière sur la rive nord  de la rivière Pépeshquasati. À partir de l'embouchure du ruisseau Holton, le courant suit le cours de la rivière Pépeshquasati, jusqu'à son embouchure (confluence avec le lac Mistassini). Puis le courant emprunte le lac Mistassini sur 58,5 km vers le sud-ouest, puis la rivière Rupert vers l'ouest laquelle fait d'abord une boucle vers le nord, puis coule généralement vers l'ouest jusqu'à la baie de Rupert.

## Toponymie
Le toponyme « ruisseau Holton » a été officialisé le 5 décembre 1968 à la Banque des noms de lieux de la Commission de toponymie du Québec, soit à la création de cette commission.